# Alexander Reiser
Alexander Reiser (geboren 9. Februar 1962 in Hoffnungstal, Oblast Omsk) ist ein russisch-deutscher Journalist und Schriftsteller.

## Leben
Alexander Reisers Vorfahren wanderten 1778 als Kolonisten nach Russland aus und lebten als Wolgadeutsche im Dorf Pfeiffer. Sie sprachen einen altschwäbischen Dialekt des Deutschen und behielten diese Sprache in der Familie bei. Reisers Großeltern wurden nach dem Überfall der Deutschen auf die Sowjetunion 1941 nach Hoffnungstal in Sibirien deportiert, eine Rückkehr nach Kriegsende wurde ihnen verwehrt.
Reiser lernte erst mit sechs Jahren auf der Schule in Omsk Russisch. Reiser leistete Wehrdienst in der Sowjetarmee und wurde beim Bau der Baikal-Amur-Magistrale eingesetzt. Er arbeitete drei Jahre als Seemann in der Hochseefischerei, sein Berufswunsch in der sowjetischen Handelsmarine zu arbeiten, wurde ihm aber verwehrt, da er zur politisch unzuverlässigen deutschen Minderheit in der Sowjetunion gerechnet wurde. 1986 studierte er Journalistik in Wladiwostok und arbeitete dort als Journalist.
Reiser zog 1996 mit Frau und Tochter als Spätaussiedler nach Deutschland. Seine Frau arbeitete vorher als Japanisch-Übersetzerin in Wladiwostok. Sie wohnen in Berlin-Hellersdorf. Da er in seinem Beruf nicht arbeiten kann, wurde er Geschäftsführer des Vereins der Russlanddeutschen „Vision“ in Berlin-Marzahn.

## Werke (Auswahl)
- Die Luftpumpe : lustige Kurzgeschichten. Illustrationen Jens Weber. Lage-Hörste : BMV-Verl. Burau, 2001
- Vozraščenie odisseja. Lage-Hörste : BMV-Verl. Burau, 2002
- mit Reinhold Schulz (Hrsg.): 99 Anekdoten von Aussiedlern. Illustrationen Lidia Fischer. Lage-Hörste : BMV-Verl. Burau, 2005
- Robbenjagd in Berlin : humorvolle Erzählungen aus dem Leben eines Aussiedlers. Vechta : Geest-Verl., 2009